# Budy Grabskie (wieś)
Budy Grabskie – wieś w Polsce położona w województwie łódzkim, w powiecie skierniewickim, w gminie Skierniewice.
W latach 1975–1998 miejscowość administracyjnie należała do województwa skierniewickiego.
Miejscowość jest malowniczo położona wśród lasów Bolimowskiego Parku Krajobrazowego, nad rzeką Rawką.